# 千鳥屋本家
株式会社千鳥屋本家（ちどりやほんけ）は、福岡県飯塚市に本社を置く製菓業者。

## 歴史
千鳥屋の系列にある企業の1つで、千鳥屋を創業した原田政雄・ツユ夫妻の五男・原田利一郎が1986年（昭和61年）に設立した企業。千鳥屋の主力商品である「千鳥饅頭」や「チロリアン」（現在の商品名は「ヨーデルン」）を主力商品として展開している一方で、ケーキや焼き菓子などの洋菓子を主体に扱う「菓子処 典」といった事業へも業態を広げている。
創業者の原田利一郎は1946年（昭和21年）11月23日に生まれ、1969年（昭和44年）に日本大学法学部政経学科を卒業した後、日本セルフサービス協会に入社して生鮮食料品の低温管理におけるコンサルタント業務に従事した。1972年（昭和47年）に福岡へと戻って家業を継ぐ傍ら、考古学研究に努めて「原田青夜」の筆名で執筆活動も行なっていた。2013年（平成25年）までに利一郎は代表を退いており、長男・原田実樹宜が代表取締役社長を務め、次男・原田佳典は「菓子処 典」を担当している。

## 沿革
これ以前の沿革は、千鳥屋#沿革を参照。
- 1986年（昭和61年）8月5日 - 千鳥屋の菓子製造部門を法人化し、株式会社チロリアンを福岡市に設立。
- 1995年（平成7年）3月16日 - 千鳥屋の菓子販売部門を法人化し、千鳥屋販売株式会社を飯塚市に設立。
- 2010年（平成22年） - 新天町商店街にフランス菓子店「菓子処 典」を開店[4]。

## 所在地
- 飯塚本店

福岡県飯塚市本町4-21
- 新天町福岡本店

福岡県福岡市中央区天神2丁目8-124 新天町北通り
- 北九州本店

福岡県北九州市戸畑区汐井町2-2 イオン戸畑店
- 椿工場

福岡県飯塚市椿164-2
- 花瀬工場

福岡県飯塚市花瀬37

## 受賞歴
- 1952年（昭和27年） - 第12回全国菓子大博覧会で「千鳥饅頭」が名誉大賞牌受賞。
- 1954年（昭和29年） - 第13回全国菓子大博覧会で「カステラ」が名誉大賞牌受賞。

## 商品
- ヨーデルン
- 千鳥饅頭
- 丸ボーロ
- 白露しずく
- アルペン
- カステラ
- カステラ小切れ
- 花千鳥
- 千鳥サブレ
- 博多りっちゃん
- 博多いもちゃん
- ブルーメンビート
- レモーネンクーヘン
- 博多金印
- リンデ
- ロンデ
- ロンデチョコ
- ダックワーズ
- アーモンドキャラメル

## CM出演者
- IKKO（千鳥饅頭）
- 金子みゆ（ヨーデルン）